# Yaki-Da
A Yaki-Da egy svéd popegyüttes, tagjai Marie Knutsen és Linda Schönberg énekesek voltak. A csapat az Ace of Base együttes egyik tagja és egyben producere, Jonas „Joker” Berggren elképzelése alapján állt össze. Berggren volt a producere a teljes első albumuknak és két szám kivételével mindet ő is szerezte.
Első albumuk, a Pride, 1995-ben jelent meg és a vezető kislemeze, az "I Saw You Dancing" az 54. helyet érte el a Billboard Hot 100-on és a 11. helyet a Billboard Dance Charts-on. Az album és a kislemez sikeresebb volt Európában, Latin-Amerikában és Ázsiában.
Második albumuk, az A Small Step For Love 1998-ban jelent meg. Ezen az albumon már nem működtek közre Jonas Berggrennel. Az albumról egyetlen kislemez jelent meg, az "I Believe". A dalt és az albumot korlátozott számban adták ki Európában és Dél-Koreában. Az "I Believe"-hez videóklip készült, amit Dél-Korea egyik repülőterén forgattak, de kínai írásjegyek szerepelnek benne.
Az egyik dalt, ami a Pride albumukon szerepelt, és Jonas Berggren írta illetve producere is volt, újra rögzítette stúdióban Berggren saját együttese, az Ace of Base, a 2002-es albumukhoz, a Da Capo-hoz.

## Fordítás
- Ez a szócikk részben vagy egészben  a   Yaki-Da című angol Wikipédia-szócikk fordításán alapul.  Az eredeti cikk szerkesztőit annak laptörténete sorolja fel. Ez a jelzés csupán a megfogalmazás eredetét és a szerzői jogokat jelzi, nem szolgál a cikkben szereplő információk forrásmegjelöléseként.